# Коломяжский путепровод
Коломя́жский путепрово́д — автодорожный балочный путепровод над Сестрорецкой линией Октябрьской железной дороги и Чёрной речкой в Приморском районе Санкт-Петербурга. Соединяет районы Комендантский аэродром и Новую Деревню.

## Расположение
Путепровод расположен в створе Коломяжского проспекта, соединяя его с Набережной Чёрной речки. От основного направления трассы путепровода отделяется правосторонний съезд на улицу Матроса Железняка, а также лестничный сход на платформу железнодорожной станции Новая деревня.
Выше по течению Чёрной речки находится Карельский мост, ниже — Ланской мост.
Ближайшая станция метрополитена — «Пионерская».

## Название
Мост, существовавший на этом месте, первоначально назывался Гужевым, затем — Вторым Чернореченским, наконец получил название Коломяжского. 15 мая 2014 года путепроводу официально присвоено название Коломяжский. Тем же постановлением было упразднено название Коломяжский мост — в связи с фактической утратой и заменой на путепровод.

## История
Первый мост через Чёрную речку в створе нынешнего Коломяжского проспекта появился ещё в 1838 году. Это был деревянный восьмипролётный мост балочно-подкосной конструкции. С конца XIX века по верховой части моста проходила Приморская железная дорога. В 1938 мост был перестроен в трёхпролётный металлический балочный на деревянных башенных опорах. Длина моста составляла 28,4 м, ширина — 12 м. В 1965 году мост был усилен, а в 1972 году выполнен капитальный ремонт без изменения конструкции.
В 1984—1986 годах деревянный мост был заменён на однопролётный железобетонный. Работы выполняло СУ-2 треста «Ленмостострой» под руководством инженера Б. Н. Филиппова. Проект моста был разработан инженерами института «Ленгипроинжпроект» Н. П. Агаповым и А. И. Рубашевым. Мост был однопролётным балочным железобетонным. Пролётное строение состояло из железобетонных балок с расчётным пролётом 19,4 м. Длина моста по задним граням устоев крыльев устоев составляла 21 м, ширина — 22 м.
В начале 2000-х годов был разработан проект Коломяжского путепровода, основное назначение которого — ликвидация железнодорожного переезда на оживлённом Коломяжском проспекте, и улучшение транспортного обслуживания районов Комендантский аэродром и Коломяги. Проект включал в себя также реконструкцию набережной Чёрной речки, продление улицы Матроса Железняка и Карельского переулок, а также строительство нового моста через Чёрную речку в створе Карельского переулка.
Первоначально строительство путепровода было намечено на конец 2007 года, но затем отложено. Проект был разработан ЗАО «Ленпромтранспроект» (инженер А. А. Холомьёв). В ноябре 2008 года были начаты подготовительные работы, в 2009 году началось само строительство, которое велось в две очереди. В первую очередь входило сооружение части путепровода для движения транспорта со стороны Коломяжского проспекта в сторону Новой Деревни с выездом на правобережную набережную Чёрной речки. Во вторую очередь входило сооружение второй половины путепровода для движения транспорта со стороны правобережной набережной Чёрной речки в сторону Коломяжского проспекта и станции метро Пионерская. Работы по строительству путепровода выполняло СУ-4 ЗАО «Трест Ленмостострой» под руководством инженера А. А. Антонова, строительство моста через Чёрную речку — СУ-3.
В мае—августе 2011 года Коломяжский мост был полностью разобран, а 18 августа 2011 года была открыта первая очередь Коломяжского путепровода, ведущая к Чёрной речке. 10 августа 2012 года была открыта вторая очередь путепровода, а 13 августа 2012 года окончательно закрыто движение через железнодорожный переезд.

## Конструкция
Путепровод 13-пролётный балочный. Состоит из двух отдельных сооружений (путепроводов) под каждое направление движения автотранспорта, одинаковых по конструкции и схеме разбивки на пролёты. Длина пролётов от 21,0 до 54,0 м. Четыре крайних пролёта перекрыты балочными разрезными пролётными строениями из преднапряжённого железобетона, объединёнными в температурно-неразрезную плеть. Остальные пролёты перекрыты неразрезными сталежелезобетонными пролётными строениями. Общий вес металлоконструкций пролётных строений составил 2467,1 т. Промежуточные опоры из монолитного железобетона, четыре в виде сплошных стенок, остальные — стоечного типа. Подходы выполнены в виде насыпей в подпорных стенах. Общая длина путепровода с пандусами составляет 1032,5 м, ширина в каждом направлении 15,65 м.

### Мост
Пролётное строение моста выполнено в виде однопролётной сталежелезобетонной конструкции. Из-за расположения в пределах моста начала левостороннего съезда на правобережную набережную Чёрной речки и значительным изменением ширины моста по его длине (18,8 м на левобережном устое и 44 м на правобережном) количество главных балок неодинаковое. На левобережный устой опираются четыре главные балки, на правобережный — пять главных балок. Это достигнуто использованием «разветвляющейся» крайней низовой балки: в средней части пролёта от балки отходит дополнительная ветвь, вследствие чего эта балка на левобережном устое опирается на одну опорную часть, а на правобережном — на две. Это единственный пример подобной конструкции в практике петербургского мостостроения. При расчётном пролёте верховой балки 24,954 м расчётный пролёт низовой балки с учётом её кривизны составляет 37,0 м. Длина моста с верховой стороны по тротуарному карнизу 26,2 м, с низовой стороны по карнизу — 47,79 м.